# Jefferson Davis

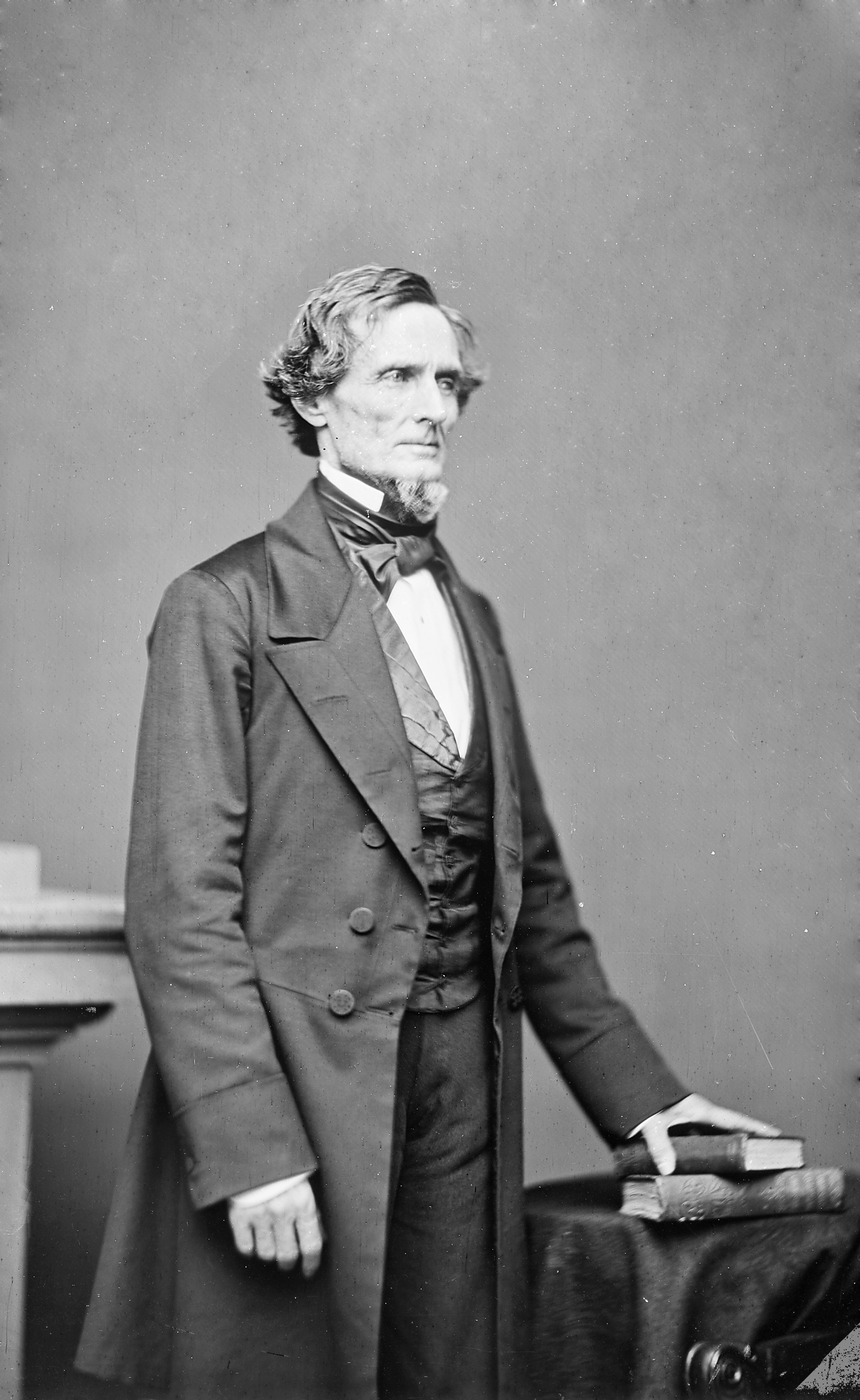
Jefferson Davis (ca. 1862) Fotografie von Mathew Brady

Jefferson Finis Davis (* 3. Juni 1808 in Fairview, Kentucky; † 6. Dezember 1889 in New Orleans, Louisiana) war ein US-amerikanischer Politiker. Er war von 1861 bis 1865 der einzige Präsident der Konföderierten Staaten von Amerika und damit Führer der Südstaaten im Sezessionskrieg, also der Gegenpräsident Abraham Lincolns. Zuvor hatte er in den Vereinigten Staaten als Senator für Mississippi und von 1853 bis 1857 als Kriegsminister im Kabinett Pierce gewirkt. Davis gehörte der Demokratischen Partei an.

## Leben

### Familie, Kindheit und frühe Ausbildung

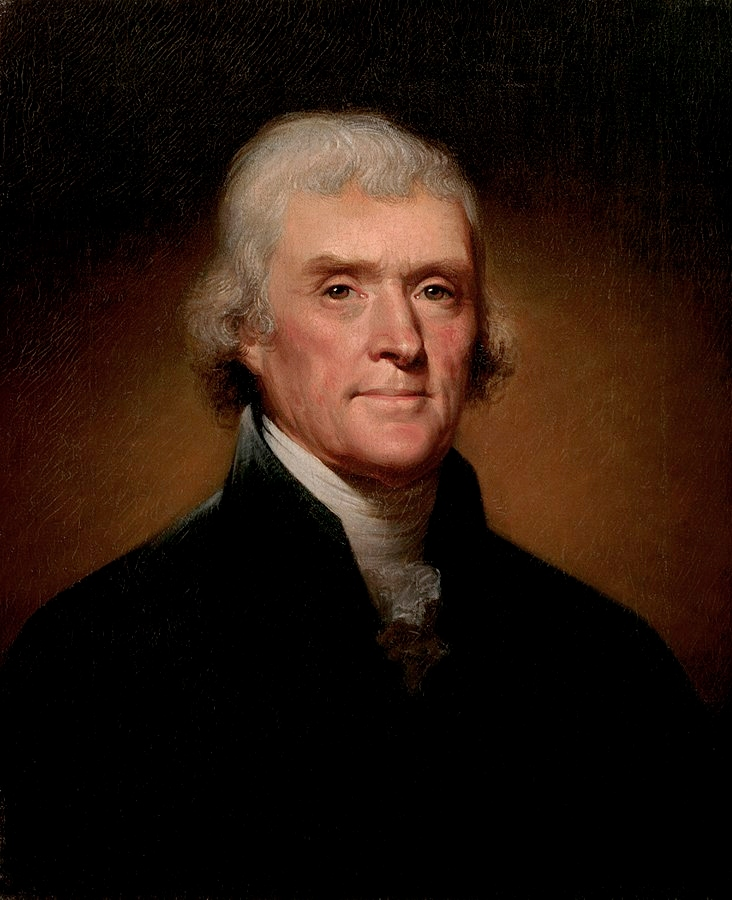
Jeffersons Namenspate: Thomas Jefferson (Gemälde von Rembrandt Peale, 1800)

Jefferson Finis Davis wurde am 3. Juni 1808 in Fairview im Bundesstaat Kentucky geboren. Das Geburtsjahr ist unsicher; es kann auch 1807 gewesen sein. Er war das jüngste von zehn Kindern. Seinen Vornamen erhielt er zu Ehren des damaligen Präsidenten Thomas Jefferson, den Davis’ Vater als „Held“ verehrte. Der Mittelname „Finis“ ist unsicher. Gesichert ist, dass Davis zwischen 1824 und 1833 mit dem mittleren Anfangsbuchstaben „F.“ geführt wurde. Ein Biograph erklärte diesen Umstand sodann damit, dass Davis von seinen Eltern den zweiten Vornamen „Finis“ (lat. für Ende) erhalten habe, weil es wahrscheinlich erschien und es sich letztlich auch bewahrheitete, dass Jane Davis kein weiteres Kind zur Welt bringen würde. Sein Vater war Samuel Emory Davis, der im Amerikanischen Unabhängigkeitskrieg als Angehöriger einer patriotischen Miliz in Georgia und South Carolina gedient hatte. Im Jahr 1779 rekrutierte er eine Kompanie für die Kontinentalarmee und führte sie in die Belagerungen von Savannah und Augusta. Während des Krieges lernte er Jane Cook kennen, die er 1783 heiratete. Das junge Paar bewirtschaftete eine Farm, die Davis vom Staat Georgia gestellt bekommen hatte. Um ihre wirtschaftliche Situation zu verbessern, zogen sie in Kentucky mehrmals um. Während dieser Phase brachte Jane Cook Davis ihre letzten fünf Kinder zur Welt. Nach diesen unsteten Jahren ließen sich die Eheleute in Fairview nieder, wo sie als Zeichen ihres gestiegenen Wohlstands ein Holzhaus errichteten. Nach Jeffersons Geburt entschied Samuel Davis, erneut umzuziehen, und verkaufte die Farm. Mit dem Erlös erwarb er Sklaven und Pferde. Die Familie siedelte nach Bayou Teche im südlichen Louisiana, dem damaligen Orleans-Territorium, etwa 600 Kilometer südwestlich von Christian County. Die zweimonatige Überlandreise erwies sich als mühsam. Der Aufenthalt in Louisiana war mit einem Jahr nur von kurzer Dauer, denn die vielen Stechmücken und damit einhergehenden Krankheiten bewogen Samuel Davis zu einer erneuten Umorientierung. Hierzu bewegte er sich mit seiner Familie hundert Kilometer nördlich in das Wilkinson County in der südwestlichen Ecke des Mississippi-Territoriums, aus dem später der Bundesstaat Mississippi hervorging. Davis ließ sich schließlich auf einer Farm nieder, die zwei Kilometer von Woodville entfernt lag. Die Steuerliste des Countys weist das Jahr 1810 als Datum für diesen Schritt aus. Das neugebaute Haus wurde „Poplar Grove“ genannt und Jefferson Davis sagte später darüber, dass dort seine „Erinnerungen beginnen“.

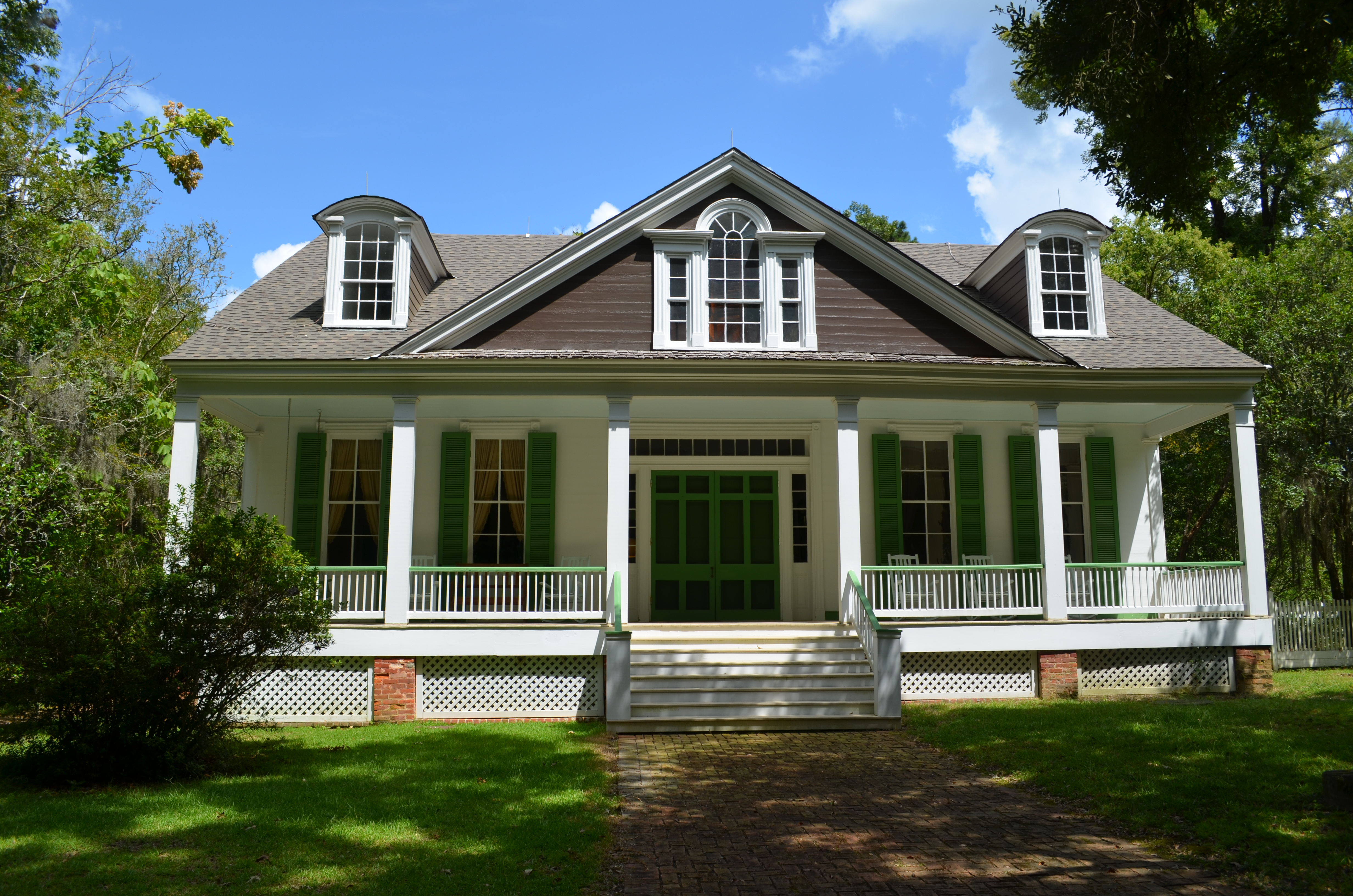
Davis’ Elternhaus Rosemont Plantation (Zustand 2014) in Woodville.

Davis besuchte die Schule in Woodville. Sein Vater schickte ihn danach ab Mitte 1816 auf das St. Thomas College, ein vom Dominikanerorden der römisch-katholischen-Kirche geführtes Internat in Springfield, Kentucky. Nach zwei Jahren verließ er das St. Thomas und kehrte wieder zu seinen Eltern nach Mississippi zurück. Im Jahr 1818 besuchte er für kurze Zeit das Jefferson College, das jedoch ebenso eine eher vorbereitende Schule war. Von 1818 bis 1823 ging Davis auf die Wilkinson Academy. Da es in Mississippi keine weiterführenden Bildungseinrichtungen gab, reiste er im Frühling 1823 nach Lexington und besuchte bis Juli 1824 die Transylvania University. Im Juni 1824 legte er dort ein Examen ab. Auch erfuhr er dort, dass sein Vater am 4. Juli desselben Jahres verstorben war. Sein 24 Jahre älterer Bruder Joseph wurde in der Folge sein Vormund als Vaterersatz.

### West Point, der Militärdienst und erste Ehe
Samuel Davis hatte aufgrund finanzieller Probleme seine Farm 1822 an seinen ältesten Sohn Joseph Davis veräußert. Nun übernahm Joseph nach dem Tod des Vaters auch die Vaterrolle für seinen Bruder. Joseph war laut William Davis derjenige, der das Leben Jeffersons wahrscheinlich am meisten beeinflusst hatte.  Er war mit der Transylvania University nicht zufrieden und schickte Jefferson früher als ursprünglich beabsichtigt zur Militärakademie nach West Point. Widerstrebend der brüderlichen Order folgend, verließ er Lexington und erreichte nach dem 1. September 1824 West Point. Nach vier Jahren bestand Davis 1828 die Abschlussprüfung und wurde im selben Jahr zum Brevetleutnant der Infanterie befördert. Nach dem 14. Juli 1828 verließ Davis West Point und wurde bis zum 31. Dezember des gleichen Jahres beurlaubt. Dann wurde er dem 1. Infanterie-Regiment zugewiesen und bekam den Befehl, sich im Jefferson Barracks Military Post zu melden, das unter anderem als Infanterieschule fungierte. Am 24. März 1829 wurde er zum Hauptquartier des 1. Infanterie-Regiments nach Fort Crawford beordert. Dieses lag im Michigan-Territorium, dem heutigen Bundesstaat Wisconsin. Nach seiner Ankunft war Davis dem Oberst und späteren US-Präsidenten Zachary Taylor unterstellt. Zwischen 1829 und 1835 hatte er verschiedene Aufgaben, unter anderem das Beaufsichtigen der Holzfäller und Sägewerkindustrie als auch das Verhindern von Landstreitigkeiten zwischen Indianern und Pionieren. Dazu war er auch Quartiermeister. Im Black-Hawk-Krieg wurde der Indianerhäuptling Black Hawk in der Schlacht bei Bad Axe besiegt, später gefangen genommen und von Davis nach Jefferson Barracks überführt. Während der Reise empfanden Davis und Black Hawk Respekt füreinander; Black Hawk äußerte sich in seiner Autobiographie positiv über Davis.

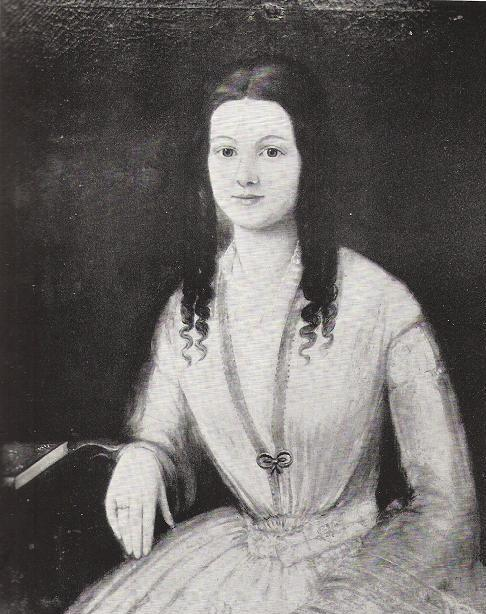
Sarah Knox Taylor (ca. 1830)

Im August 1832 besuchte Sarah Knox Taylor zusammen mit ihrer Familie ihren Vater im Fort Crawford. Nach der ersten Begegnung mit Davis entstand eine Freundschaft, die sich schnell zu einer Liebesbeziehung entwickelte. Als Davis bei Zachary Taylor um die Hand seiner Tochter bat, lehnte Taylor ab. Taylor hatte kein persönliches Problem mit Davis, er hielt sogar viel von Davis. Er kannte jedoch aus eigener Erfahrung, wie hart die Ehe mit einem Offizier sein kann. Deshalb wollte er nicht, dass seine Tochter einen Soldaten heiratete. Die Abneigung dagegen wurde so groß, dass Taylor Davis den Zutritt zu seinem Haus verbot. Sarah Knox Taylor respektierte die Entscheidung, sagte jedoch, dass sie keinen anderen Mann heiraten wolle. Trotz des Verbots schafften sie es mit Hilfe von Freunden, sich zu treffen. Zwei Jahre lang sahen sie einander allerdings nicht, da Davis sich den Dragoons anschloss. 1835 entschied sich Davis, die Armee zu verlassen, um Plantagenbesitzer zu werden. Joseph Davis überließ seinem Bruder Land für den Baumwollanbau. Am 17. Juni 1835 heiratete das Paar. Nach einer Reise nach Locust Grove erkrankten beide an Malaria. Sarah starb am 15. September 1835. Der Tod seiner ersten Frau war ein schwerer Schlag für Davis.

### Als Plantagenbesitzer und politische Anfänge

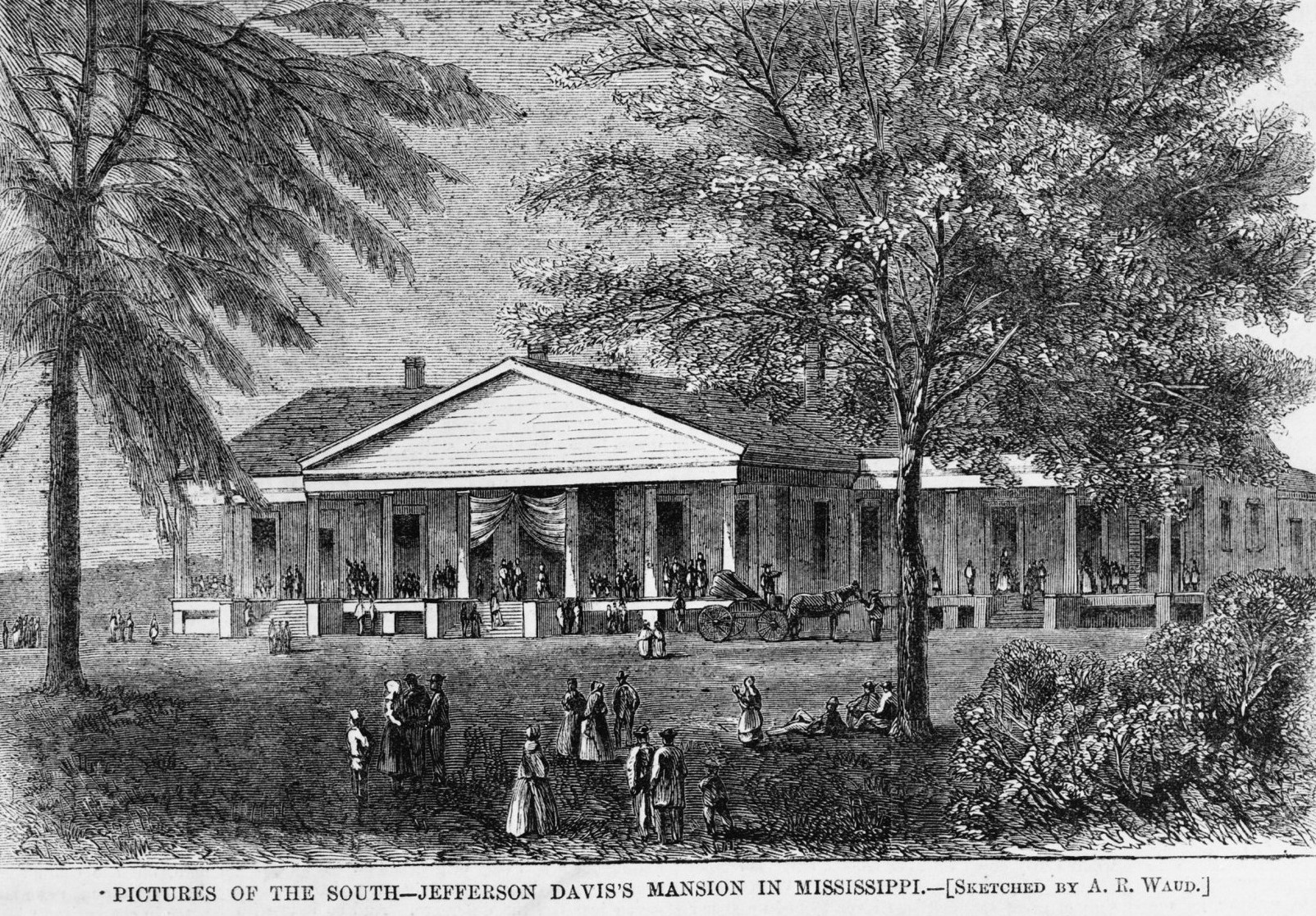
Haupthaus von Davis’ Baumwollplantage Brierfield in Mississippi

Nach dem Tod seiner Frau musste Davis die Aufgaben eines Plantagenbesitzers übernehmen. Seine berufliche und finanzielle Zukunft war anfangs sehr von seinem Bruder Joseph Davis abhängig, der ihm das Land in Brierfield zur Verfügung gestellt hatte. Dieses Land zu einer fruchtbaren Plantage zu machen war für den gesundheitlich angeschlagenen Davis ein zu schweres Unterfangen. Sein Bruder schickte ihn nach Havanna, um sich dort zu erholen. 1836 kehrte er nach Davis Bend zurück und begann mit dem Aufbau der Plantage. Mit dem Geld seines Bruders kaufte Davis seine ersten Sklaven. Im Laufe der Jahre wuchs die Anzahl der Sklaven durch geschäftliche Erfolge. Da Joseph früher als sein jüngerer Bruder ein erfolgreicher Plantagenbesitzer geworden war, nahm Davis ihn sich zum Vorbild. Dazu zählte auch die Behandlung der Sklaven. Politik nahm einen zentralen Punkt in den Überlegungen der Brüder ein. Joseph Davis war an den politischen Entwicklungen in Mississippi und im Land interessiert. Jefferson Davis teilte das Interesse an der Politik. Sowohl die Vorgänge im Kongress als auch der Verlauf der Legislaturperiode in Mississippi waren für ihn von Interesse. Als es eine Rivalität zwischen den Parteien der Demokraten und der Whigs gab, positionierten sich die Brüder auf der Seite der Demokraten, in denen sie eine Bastion der staatsrechtlichen Philosophie ihres politischen Vorbilds Thomas Jefferson sahen. In den Whigs hingegen sahen sie die Fortsetzung der politischen Vorstellungen Alexander Hamiltons, die sie ablehnten. 1843 wurde Jefferson Davis der demokratische Kandidat für das Repräsentantenhaus von Mississippi. Er vertrat das Warren County und Vicksburg und gewann zwar 512 von 1197 Stimmen, verlor aber die Wahl.

### Zweite Heirat und Wahl in das Repräsentantenhaus

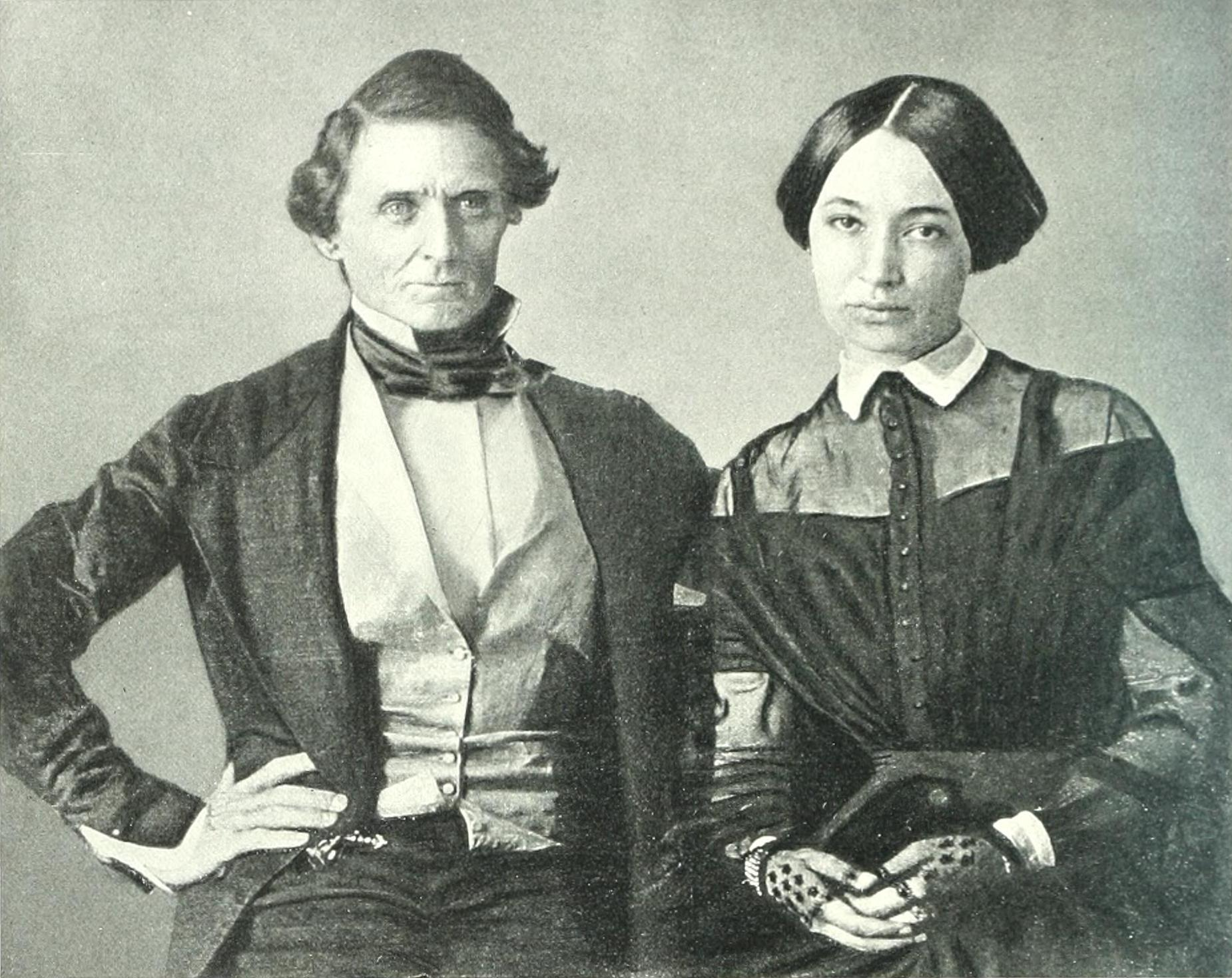
Hochzeitsfoto von Jefferson und Varina Davis (1845)

Als sich Davis und die in Mississippi geborene Varina Howell zum ersten Mal begegneten, hinterließ Davis einen großen Eindruck auf Howell. In einem Brief an ihre Mutter bezeichnete sie ihn als eine „bemerkenswerte Art von einem Mann“.  Howell ließ sich für längere Zeit auf der Hurricane Plantage nieder. Grund dafür war eine Einladung von Joseph Davis, die jedoch von Jefferson Davis verschickt worden war. Joseph arbeitete im Sinne seines Bruders. Das Ziel war, ein Treffen zwischen ihr und Jefferson Davis zu organisieren.  Mit der Zeit entstand eine Liebesbeziehung zwischen den beiden. Als Varina Howell ihren Eltern über ihre Liebe zu ihm berichtete, waren diese einer Hochzeit gegenüber skeptisch. Besonders ihre Mutter, Margaret Howell, hatte einige Vorbehalte. Trotz dieser Bedenken gaben Howells Eltern schließlich ihr Einverständnis und das Paar heiratete am 26. Februar 1845. Im selben Jahr, am 8. Juli 1845 wurde Davis in Jackson als einer von vier Kandidaten der Demokraten Mississippis für die vier Kongresswahlbezirke des Bundesstaats im Repräsentantenhaus der Vereinigten Staaten nominiert. In seinem südwestlich gelegenen Kongresswahlbezirk hatte er sich bei der parteiinternen Vorwahl (Caucus) gegen William M. Gwin durchgesetzt. Am Anfang des Kongresswahlkampfes wurde er jedoch krank, was ihm laut seiner Frau körperlich schwer zusetzte. Während seiner Wahlkampagne machte sich Davis für die Rechte der Einzelstaaten (States’ rights) gegenüber dem Bund stark. Die Hauptkonkurrenz der United States Whig Party griff er wegen ihres Eintretens für eine neue Nationalbank als Ersatz für die 1836 aufgelöste Second Bank of the United States an und kritisierte ihre Schutzzollpolitik, die zu hohen Preise und einer Schwächung der heimischen Landwirtschaft führen werde. Außerdem sagte er zu, dass er im Kongress das Programm von Präsident James K. Polk unterstützen werde. Im Wahlkampf hoben Beobachter sein rhetorisches Geschick hervor. Am 3. November 1845 war der Wahlkampf um den 29. Kongress der Vereinigten Staaten beendet. Von den vier demokratischen Kandidaten, die in Mississippi allesamt ihren jeweiligen Kongresswahlbezirk gewinnen konnten, erzielte Davis das zweithöchsten Ergebnis. Davis’ Biograph William J. Cooper Jr schätzt, dass er während seiner Wahlkampagne von August bis Anfang November mehr als 1000 Meilen durch die Countys seines an Tennessee und Louisiana grenzenden Kongresswahlbezirks zurücklegte.

### Davis im Mexikanisch-Amerikanischen Krieg und als Senatsmitglied
Als Anhänger der Manifest Destiny („offensichtliche Bestimmung“) verfolgte Polk eine expansionistische Politik auch Richtung Süden, weshalb er bewusst im April 1846 den Mexikanisch-Amerikanischen Krieg vom Zaun brach. Als Vorwand nutzte er offene Grenzfragen mit Mexiko, die von der Aufnahme der Republik Texas in die amerikanische Union herrührten. Polk stellte eine Armee von 4000 Mann unter Brigadegeneral Zachary Taylor auf und befahl diese zum Südufer des Rio Grande nach Heroica Matamoros, was von Mexiko als Grenzverletzung gedeutet wurde. Am 25. April überquerten mexikanische Truppen den Rio Grande und marschierten nach Texas. Fast zwei Kompanien von Davis’ altem Dragonerregiment wurden von den mexikanischen Truppen getötet oder gefangen genommen. Polk nahm diesen, von ihm provozierten Vorfall als Anlass für die Kriegserklärung, die er am 11. Mai dem Kongress vorlegte, wo sie nach zwei Tagen auch mit Davis’ Stimme verabschiedet wurde. Nach der Schlacht von Palo Alto und der von Resaca de la Palma Anfang Mai reichte Davis im Haus einen Antrag zur Abstimmung ein, der jeden Soldaten mit besonderen Orden belohnen sollte, der dort gekämpft hatte. Außerdem bemühte sich Davis gegen den Widerstand seiner Gattin um ein eigenes militärisches Kommando im Mexikanisch-Amerikanischen Krieg. Nachdem zehn Kompanien für das „First Mississippi Regiment“ ausgehoben worden waren, bat Davis einen Freund um die Führung dieses Regiments und wies auf seine militärische Vorerfahrung hin. Am 18. Juni wurde Davis schließlich von den Soldaten des Regiments zum Colonel gewählt. Am 4. Juli verließ er Washington, um sein Kommando zu übernehmen. Im Krieg nahm er an den Schlachten von Monterrey und auch Buena Vista teil. Im Frühling 1847 kehrte er wieder zurück.
Im selben Jahr wurde Davis vom Parlament von Mississippi auf einen frei gewordenen Sitz im Senat der Vereinigten Staaten gewählt und 1851 vom 32. Kongress der Vereinigten Staaten im Amt bestätigt. Die direkte Wahl der Senatoren war damals nicht üblich. Im Senat etablierte er sich als ein führender Vertreter der Sklavereifraktion und der Rechte der Einzelstaaten im Verhältnis zum Bund (States’ Rights). Gleichfalls tat er sich als Gegner der Aufnahme des früheren Oberkaliforniens als freien Bundesstaat in die amerikanische Union hervor, die Präsident Zachary Taylor beabsichtigte. Wie viele Kongressabgeordnete der Südstaaten sah er dadurch die Machtbalance zwischen Sklaven- und freien Bundesstaaten im Senat gefährdet. Im Verlauf der Debatte wurden Rufe nach Sezession laut, sollte Südstaatlern nicht erlaubt werden, sich mit ihren Sklaven in Kalifornien oder im New-Mexico-Territorium anzusiedeln. Während einer Debatte im Kongress geriet Davis über die Manöver Taylors, Kalifornien als Bundesstaat aufzunehmen, trotz ihrer persönlichen Verbundenheit so in Rage, dass er einen Kongressabgeordneten aus Illinois zu einem Duell forderte. Der Konflikt wurde fürs Erste nach dem Tod Taylors mit dem Kompromiss von 1850 gelöst.

### Gescheiterte Wahl zum Gouverneur von Mississippi und Aufstieg zum Kriegsminister

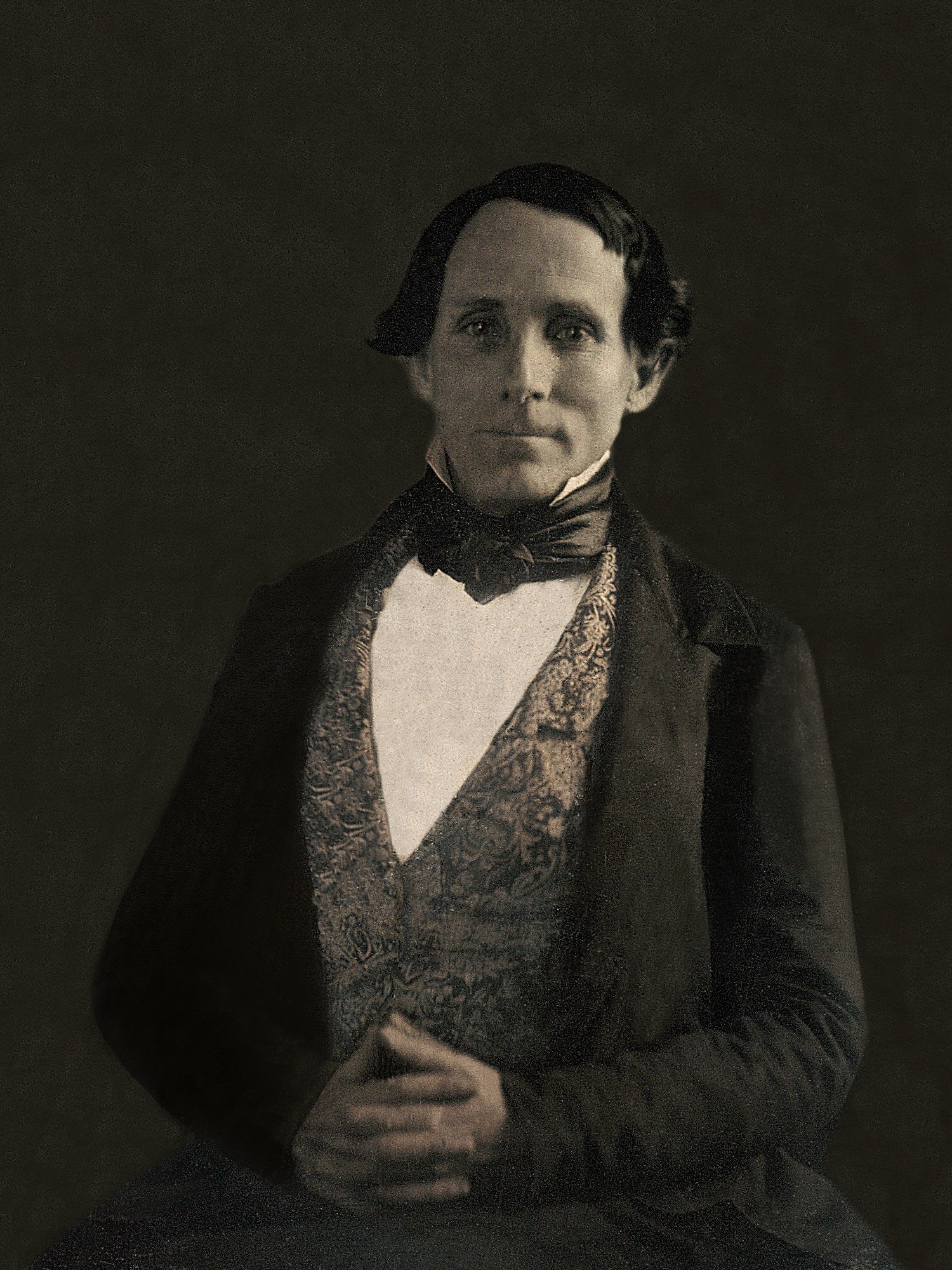
Der Gegenspieler: Henry S. Foote (Daguerreotypie von 1849)

Als Davis am 16./17. Juni 1851 an der Democratic Convention von Mississippi teilnahm, fand er sich in einer Kontroverse mit dem Gouverneurskandidaten John A. Quitman wieder. Dieser hatte als Wahlprogramm einen Austritt Mississippis aus der Union. Laut dem Biographen William Davis kam dieser Sezessionsvorschlag noch zu früh und machte Quitman für die Demokraten als Kandidaten untragbar. Das Wahlkomitee fragte daher Davis, ob er an Quitmans Stelle die Kandidatur übernehmen würde. Dafür sollte Quitman den Senatssitz von Davis erhalten. Davis war einverstanden, aber Quitman sagte erst zu, als er die Chancenlosigkeit einer eigenen Kandidatur erkannte und zog am 6. September seine Kandidatur zurück. Am 17. September ging Davis offiziell in das Rennen um das Amt des Gouverneurs und gab sechs Tage später seinen Senatssitz auf. Davis’ Konkurrent war Henry S. Foote. Neben der Tatsache, dass er wegen der späten Kandidatur nicht mehr viel Zeit für den Wahlkampf hatte, litt er unter einer Lichtempfindlichkeit und war auf dem linken Auge vorübergehend blind. Bei dem Augenleiden handelte es sich wahrscheinlich um eine von Herpes simplex hervorgerufene, chronische Horn- und Augenhautentzündung (Keratouveitis), die mit den damaligen medizinischen Mitteln nicht behandelbar war. Im Februar 1858 entzündete sich das Auge erneut und wurde so lichtempfindlich, dass er sich nur in einem dunklen Raum aufhalten konnte. Davis litt zwei Monate lang unter großen Schmerzen. Danach kehrte Besserung ein, sein linkes Auge blieb jedoch beeinträchtigt, woran auch eine Operation im Juni 1859 nichts änderte. Eine Augapfelschrumpfung setzte ein, und Davis blieb auf diesem Auge fortan quasi blind und konnte nur noch hell und dunkel unterscheiden. Der Grund hierfür war wahrscheinlich die chronische Herpes-Infektion, die sekundär zu Glaukom, Descemetozele und der Schrumpfung seines Augapfels führte. Auch während des Bürgerkrieges litt Davis an mehreren Krankheitsschüben, die ihn zur Bettruhe zwangen. Die Wahl endete mit einer Niederlage für Davis.
Die Präsidentschaftswahl von 1852 stellte einen beruflichen Wendepunkt für Davis da. Als Franklin Pierce im Mai 1852 zum Präsidentschaftskandidaten der Demokraten gewählt wurde, war Davis begeistert. Er kannte Pierce noch als Senator, den er 1838 in Washington getroffen hatte. In Mississippi bewarb er Pierce als Gegner des Abolitionismus und als Patrioten, der im Mexikanisch-Amerikanischen Krieg gedient hatte. Davis hielt Pierce für den größten „Freund“, den der Süden und die Sklaverei im Weißen Haus haben könne. Die Wahl endete mit einem Sieg von Pierce. Dieser berief Davis zum Kriegsminister.

### Die Präsidentschaftswahlen von 1860 und die Sezession
Die Präsidentschaftswahlen von 1860 waren der endgültige Auslöser der Sezession. Die Republikaner nominierten den gemäßigten Abolitionisten Abraham Lincoln. Es entstand eine neue Partei mit dem Namen „Constitutional Union“. Diese bestand aus ehemaligen Mitgliedern der Whigs und der „Know-Nothing-Party“. Ihr Kandidat war John Bell.  Bei den Demokraten kam es zu einer Spaltung in eine Nord- und eine Südstaatengruppe, die jeweils einen eigenen Präsidentschaftskandidaten und Running Mate aufstellten. Die Nord-Demokraten nominierten Stephen A. Douglas als Präsidentschaftskandidaten und die Süd-Demokraten den Vizepräsidenten John C. Breckinridge. Breckinridge wollte eigentlich nicht nominiert werden und sagte einem engen Freund, dass er sie nicht akzeptieren würde, akzeptierte sie aber schließlich doch. Im Wahlkampf unterstützte Davis die Kandidatur von Breckinridge und bewarb seine Gruppe als eine, die auf der Grundlage der Verfassung, der Brüderlichkeit und den „States rights“ stehe und als „Sache unseres gemeinsames Landes“. Douglas‘ Nord-Demokraten hingegen verurteilte er als „unechte und verkommene Ableger der Demokratie“. Weil Davis aber wusste, dass die Spaltung der Partei eine große Gefahr für eine erfolgreiche Wahl sein konnte, reichte er einen Vorschlag ein, der den Streit schlichten sollte. Dieser sah vor, dass man die Kräfte von Bell, Douglas und Breckinridge fusioniert. Dann sollten diese drei Platz für einen Kandidaten machen, um den sich alle Gegner der Republikaner versammeln könnten. Dieser Plan scheiterte laut Davis an der Ablehnung durch Douglas. Die Wahl am 6. November endete mit einem Sieg Lincolns. Lincoln erhielt 1,9 Millionen Stimmen, Douglas 1,4 Millionen, Breckinridge 0,8 Millionen und Bell nur 0,6 Millionen. Nach der Wahl Lincolns spitzte sich die Lage zu: Am 9 oder 10. Januar erfuhr Davis, dass sich Mississippi von der Union abgespalten hatte. Daraufhin begab er sich am 21. Januar nach Washington und betrat den Senat, obwohl er krank war. Dort hielt er eine Rede, in der er seinen Abschied verkündete.
Die Präsidentschaftskandidaten

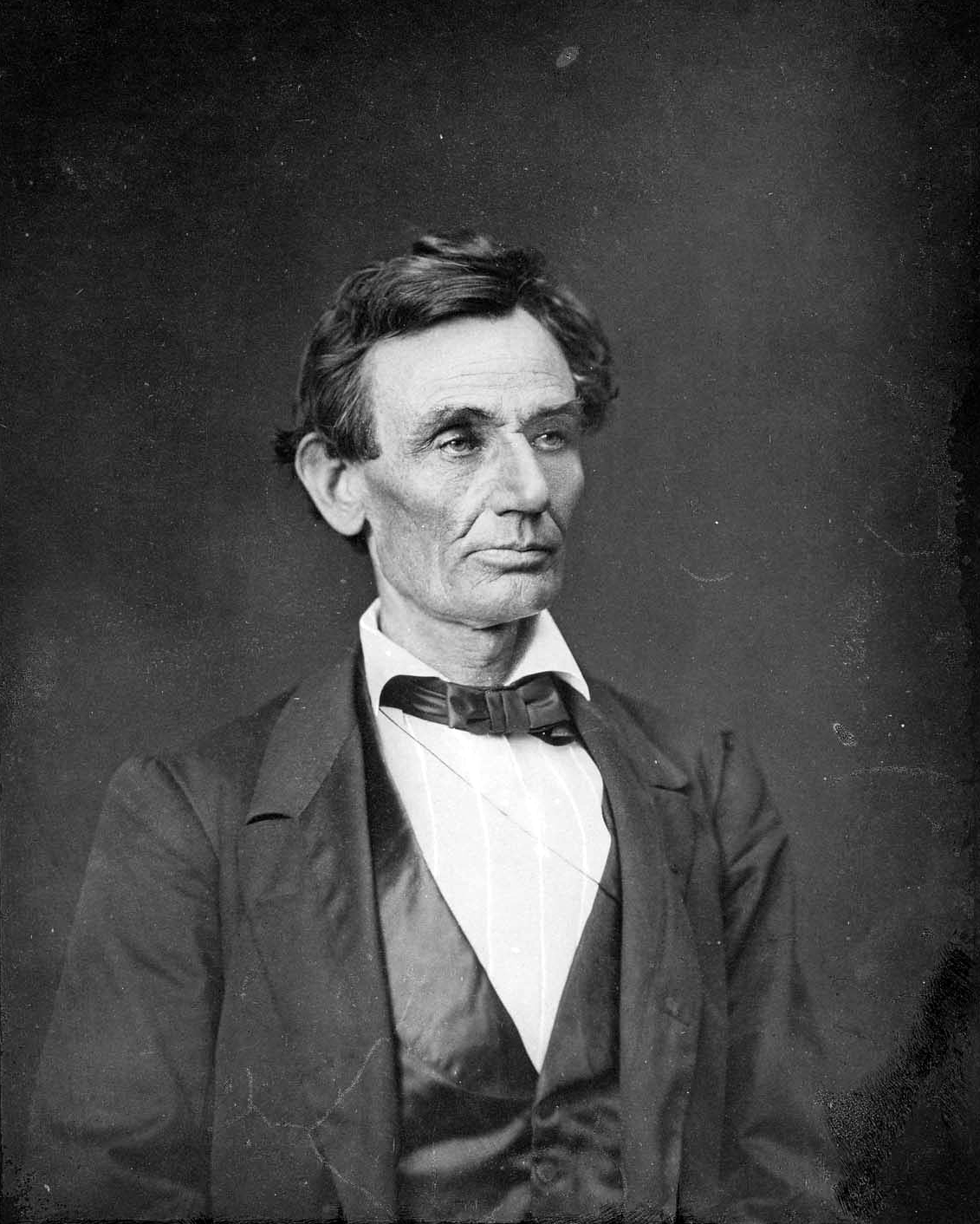
Republikaner:  Abraham Lincoln
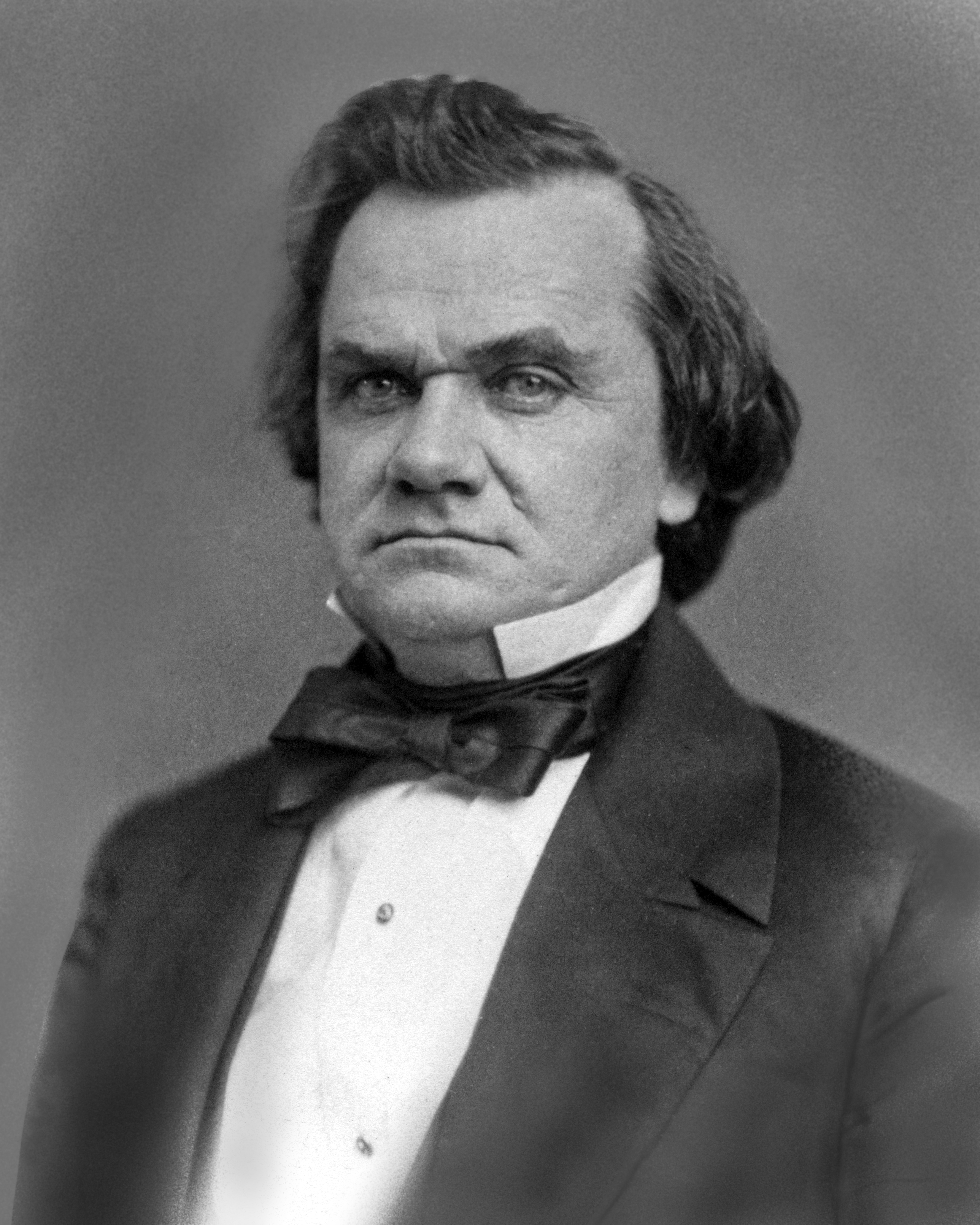
Nord-Demokraten: Stephen A. Douglas
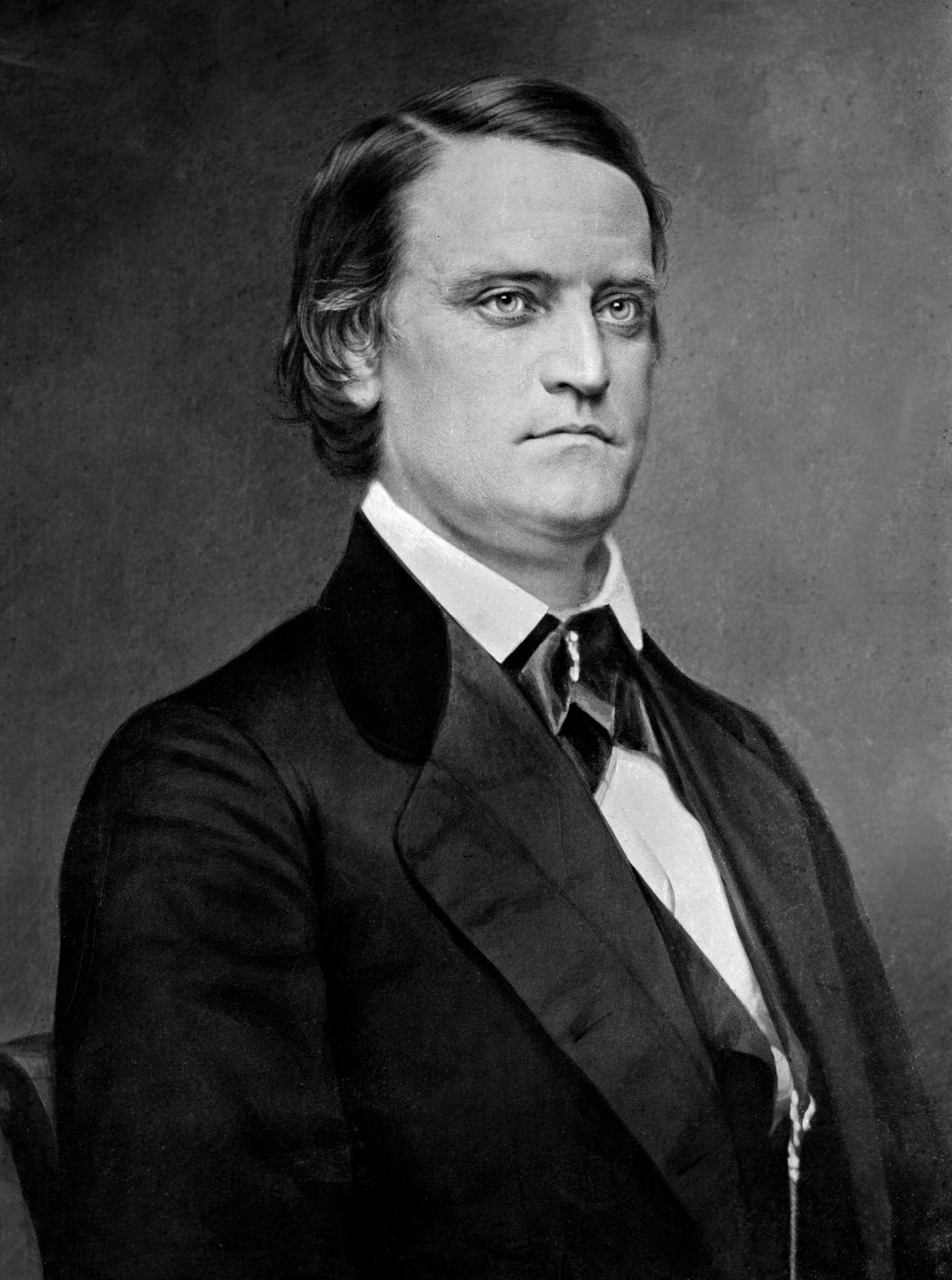
Süd-Demokraten:  John C. Breckinridge
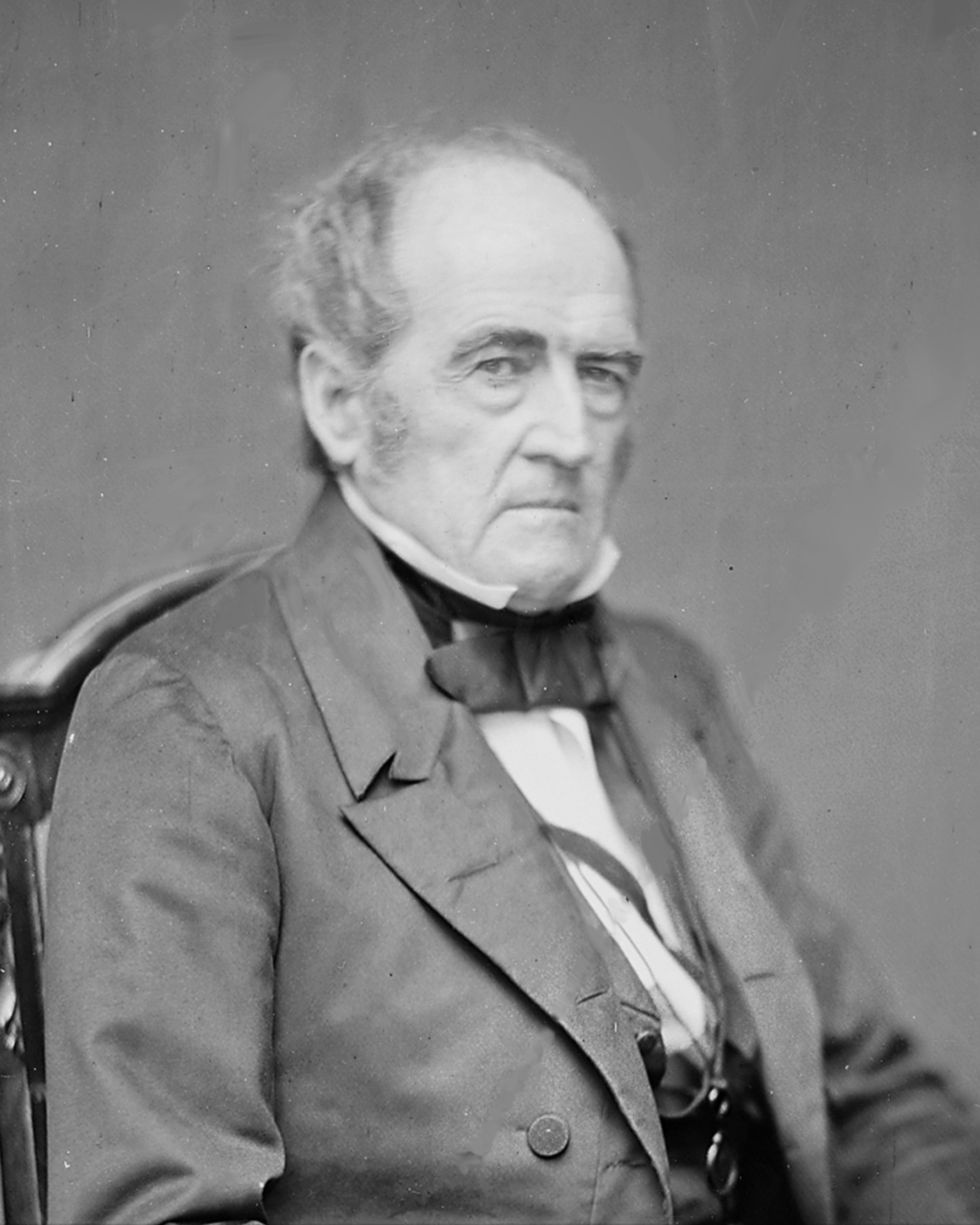
Constitutional Union: John Bell

### Präsidentschaft im Sezessionskrieg

#### Wahl zum Präsidenten, Amtseinführungsrede und Kabinettsbildung

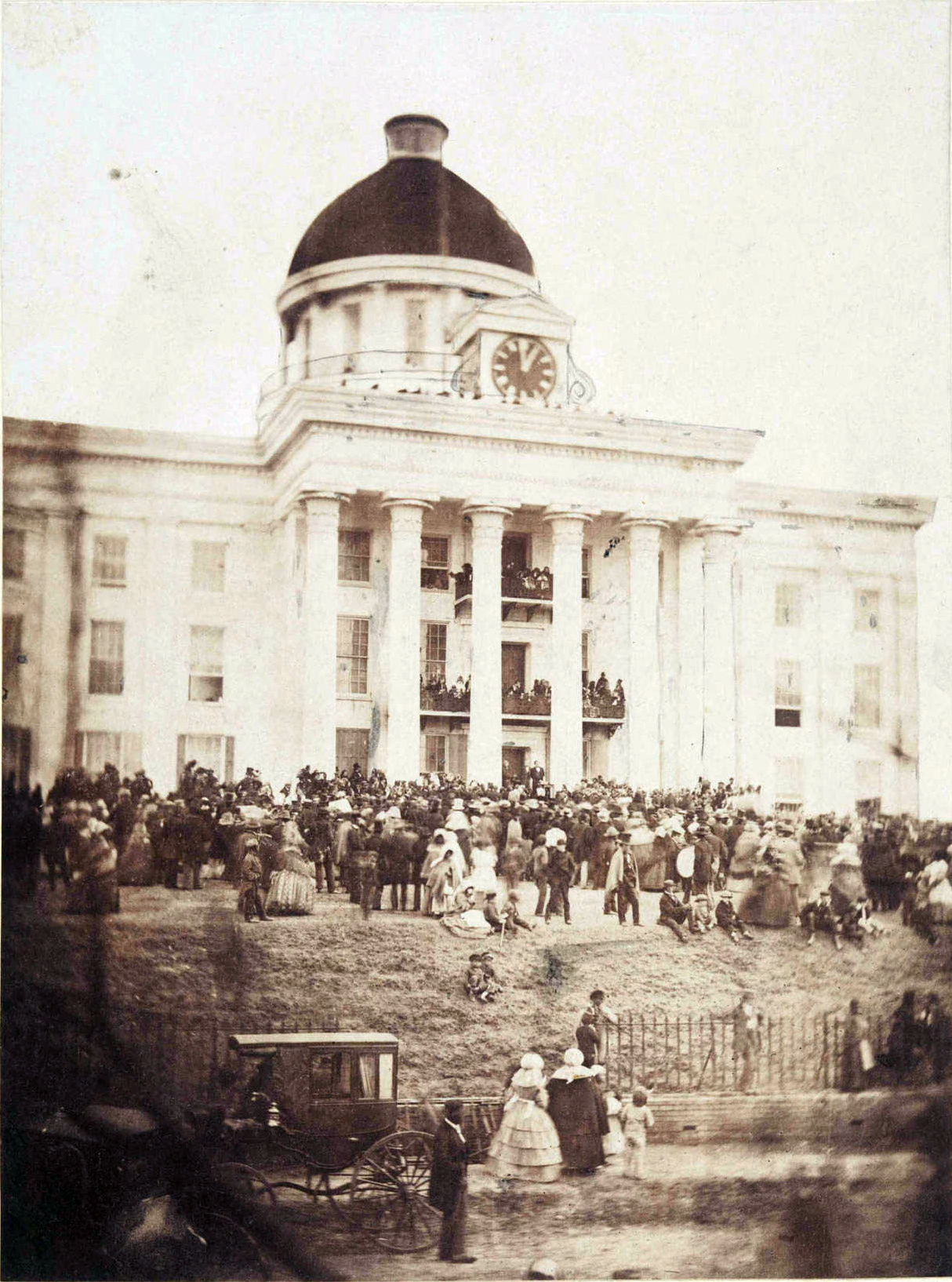
Davis’ Amtseinführung in Montgomery, Alabama (1861)

Die Abspaltung South Carolinas ermutigte weitere Staaten aus der Union auszutreten. Eineinhalb Monate später traten weitere sechs Bundesstaaten aus der Union aus: Mississippi (9. Januar 1861), Florida (10. Januar 1861), Alabama (11. Januar 1861), Georgia (19. Januar 1861), Louisiana (26. Januar 1861) und Texas (1. Februar 1861). Am 8. Februar 1861 trafen sich die Delegierten der ausgetretenen Staaten in Montgomery, Alabama, und nahmen eine vorläufige Verfassung an, die am 11. März 1861 fertiggestellt und angenommen wurde. Der Bewerber Alexander Stephens war bis zuletzt Anhänger der „bedingten Unionisten“ und galt bei den Sezessionisten deshalb als „verdächtig“. Der Bewerber Robert Augustus Toombs scheiterte an seinem Alkoholismus. Er brach zwei Tage vor der Präsidentenwahl auf einer Party wegen Alkohol zusammen. Hingegen war Davis als Senator und Kriegsminister unter Franklin Pierce regierungserfahren und somit laut James McPherson der „ideale Kandidat“. Ebenso wurde er seiner militärischen Fähigkeiten wegen ausgewählt, die kein anderer Kandidat vorweisen konnte. Deswegen wurde er, obwohl er sich nicht beworben hatte und auch nicht Präsident werden wollte, am 9. Februar 1861 vom provisorischen Konföderiertenkongress zum provisorischen Präsidenten gewählt. Ursprünglich wollte er eher ein Kommando im Konföderierten Heer übernehmen. Die Wahl nahm er trotz der Bedenken an. Im Mai 1861 zog die Regierung nach Richmond. Dort wurde er am 6. November 1861 offiziell zum Präsidenten der Konföderation mit einer sechsjährigen Amtszeit gewählt. Seine formale Amtseinführung erfolgte am 22. Februar 1862, obwohl er sein Amt schon seit einem Jahr ausführte.
Obwohl er formal erst am 22. Februar 1862 sein Amt antrat, hielt Davis schon am 18. Februar 1861 seine Amtseinführungsrede. Er erklärte darin, die Konföderation illustriere die „amerikanische Idee“, dass Regierungen auf der Zustimmung der Regierten beruhten und dass die Regierten das Recht hätten, die Regierungen abzuschaffen oder zu ändern, wenn diese destruktiv würden. Er schlug einen Bogen von der Vergangenheit des Südens zu dessen Gegenwart: Die Bevölkerung des Südens beanspruche ein Recht, das in der Unabhängigkeitserklärung von 1776 als „unveräußerlich“ definiert worden sei. Die eigentliche Politik des neuen Staates sei zwar der Friede, aber Millionen von Menschen hätten unter einem Konflikt zu leiden, der der „Boshaftigkeit“ der Feinde entspringe. Er verwies auf die Agrarstruktur der Südstaaten und zeigte sich zuversichtlich, dass der Süden von der hohen Nachfrage nach Baumwolle in den Vereinigten Staaten und in England profitieren werde. Davis erste Aufgabe bestand darin, ein Kabinett für die konföderierte Regierung sowie eine Armee für die von ihm erwartete Konfrontation mit den Nordstaaten aufzustellen. Der provisorische Kongress hatte sechs Ministerien bewilligt: Kriegsministerium, Finanzministerium, Marineministerium, Außenministerium, Postministerium und ein Justizministerium. Davis meinte, aus politischen Gründen die Posten nach geografischen Gesichtspunkten vergeben zu müssen. So wollte er jedem Staat der Konföderation einen Ministerposten zukommen lassen. Als Finanzminister wurde Christopher G. Memminger aus South Carolina, als Außenminister wurde trotz diplomatischer Streitigkeiten Robert Augustus Toombs berufen, Leroy P. Walker wurde Kriegsminister, das Marineministerium vergab er an Stephen Mallory, den Posten des Justizministers erhielt Judah Philip Benjamin und das Postministerium wurde John H. Reagan übertragen.

#### Fort Sumter

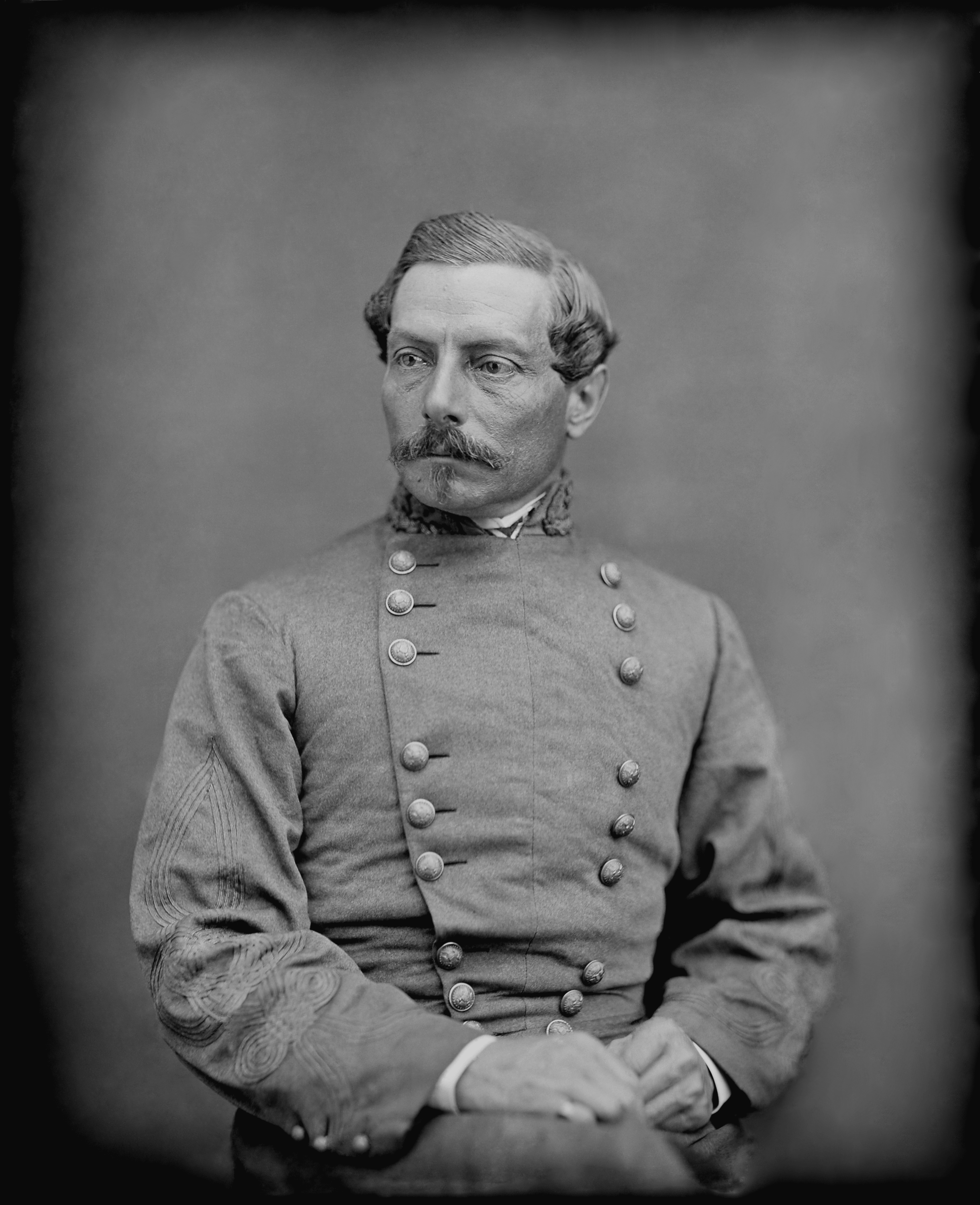
Der Brigadegeneral und spätere Rivale: P.G.T. Beauregard (Fotografie von Mathew B. Brady, zwischen 1861 und 1865)

Davis’ Ziel war die Anerkennung der Legitimität der Konföderation. Er machte sich Sorgen wegen der vier militärischen Außenposten auf dem Gebiet der Konföderation, die die Union immer noch kontrollierte. Während drei davon (Fort Pickens mit Fort McRee und Fort Barrancas) weit entfernt von den Nordstaaten lagen, lag Fort Sumter mitten im Hafen von Charleston. Davis wollte, dass sich die Unionssoldaten aus Fort Sumter und Fort Pickens in Pensacola, Florida, zurückziehen. Er war bereit, dafür über Entschädigungsleistungen zu verhandeln und sandte eine Verhandlungsdelegation nach Washington. Lincoln lehnte aber Verhandlungen mit den Konföderierten ab. Trotzdem gelang es der Delegation, über den Richter am Supreme Court, John A. Campbell, einen Gesprächskanal mit dem Staatssekretär William Seward aufzubauen. Während Davis auf Fortschritte aus Washington wartete, wurde die Lage in Charleston immer instabiler. Hochrangige Personen aus South Carolina sprachen sich dafür aus, Fort Sumter anzugreifen. Davis warnte den Gouverneur South Carolinas, Francis Pickens, vor übereilten Aktionen. Aus Angst vor einseitigem Handeln, hielt Davis täglich telegrafischen Kontakt zu ihm. Am 1. März 1861 ernannte Davis den Brigadegeneral P.G.T. Beauregard zum Kommandanten aller Truppen im Gebiet Charleston. Beauregard sollte sich bereithalten, aber jeden Angriff vermeiden, außer im Fall der „Selbstverteidigung“. Davis wollte sicherstellen, dass jede Intervention nur auf seinen direkten Befehl durchgeführt würde. Auch dem Kommandeur von Fort Pickens Braxton Bragg befahl er, sich zum Angriff bereitzuhalten. Auch Fort Pickens lag im Gebiet der Konföderation und wurde ebenfalls zum Symbol des Konflikts über die Souveränität. Die Lage wurde immer prekärer. Robert Anderson, Kommandant des Fort Sumter, meldete der Unionsregierung, dass wegen der schwierigen Versorgungslage das Fort nicht mehr zu halten sei. Einige Berater Lincolns plädierten daraufhin für einen Rückzug aus Fort Sumter. Auch Winfield Scott in seiner Stellung als Commanding General of the United States Army bezweifelte, dass die Versorgung des Forts möglich sei. Trotzdem verweigerte Lincoln den Rückzug, da dies als ein Zeichen der Zustimmung zur Unabhängigkeit der Konföderation verstanden werden würde. Schließlich forderte Beauregard auf Befehl am 10. April 1861 die Besatzung des Fort Sumter zur Kapitulation auf. Als diese nicht kapitulierte, ließ Beauregard am 12. April 1861 das Fort beschießen, was dann wenig später zur Kapitulation des Forts führte.

#### Kriegsverlauf
Am 12. April 1861 griffen die Konföderierten das noch von Bundestruppen der Union besetzte Fort Sumter bei Charleston, South Carolina an und lösten so den Sezessionskrieg aus. Die Nord-Virginia-Armee unter dem Befehl von Robert Edward Lee zeigte sich im Krieg den Truppen der Nordstaaten gewachsen, wenn auch die Bundestruppen teils tief in das Territorium der Konföderation eindrangen. Das Jahr 1863 kann als der Wendepunkt des Krieges angesehen werden, als im Juli dieses Jahres sowohl das strategisch wichtige Vicksburg im Westen fiel als auch General Lee in der Schlacht von Gettysburg besiegt wurde.
Der Süden, nun endgültig in der Defensive, wurde schließlich von dem an Menschen- und Rüstungspotential weit überlegenen Norden geschlagen. Davis musste die Hauptstadt Richmond, Virginia, räumen und war vom 3. bis 10. April 1865 mit seinem Kabinett in Danville, Virginia, im Haus von Major William T. Sutherlin einquartiert. General Lee kapitulierte am 9. April 1865 in Appomattox Court House, Virginia, vor dem Nordstaatengeneral Ulysses Grant. Die von den überlegenen Unionsverbänden weit in das Hinterland der Konföderation abgedrängten verbliebenen konföderierten Truppen folgten in den darauffolgenden Wochen.

### Ergreifung und Haft in Fort Monroe
Nach der Kapitulation der Nord-Virginia-Armee durch Robert E. Lee nach dem Gefecht bei Appomattox Court House floh Davis mit seiner Familie. Es wurde eine Belohnung von 100.000 $ für seine Ergreifung ausgesetzt, weil man glaubte, dass Davis in die Ermordung Abraham Lincolns verwickelt war. Am 9. Mai übernachteten Davis und seine Begleiter in einem Wald im Süden Georgias, da die Pferde von der Flucht erschöpft waren. In der Nacht wurde das Lager von einem Gewehrschuss geweckt. Der Schuss kam von Kavallerietruppen der Union, die mit 300 Soldaten den Wald fast umzingelt hatten. Der Kutscher James Jones entdeckte die Truppen und informierte das Lager. Über die Lage informiert, versuchte Davis mit seiner Frau zu fliehen. Beide wurden jedoch vom Korporal Georges Munger entdeckt und gerieten daraufhin in Gefangenschaft. Nach seiner Ergreifung wurde Davis zunächst zu General James H. Wilson nach Macon gebracht und dann, zusammen mit seinem langjährigen Freund Clement Clay, der ebenfalls verdächtigt wurde, an der Ermordung Lincolns beteiligt gewesen zu sein, zum Fort Monroe. Die Haftbedingungen waren anfangs sehr streng. Als diese Zustände bekannt wurden, protestierten einige bekannte Persönlichkeiten des Nordens. Daraufhin wurden die Haftbedingungen gelockert. Varina Davis konnte ihren Ehemann erst im Mai 1866 besuchen. Vorher waren nur Briefwechsel möglich gewesen. In einem Brief an Präsident Andrew Johnson schrieb sie, dass die Haft ihren Mann töte. Im August 1866 stellte sich schließlich heraus, dass die Vorwürfe, dass Davis an der Ermordung von Lincoln beteiligt gewesen sein soll, falsch waren. Dies sorgte dafür, das die Feindseligkeit des Nordens gegenüber Davis etwas zurückging. Nach Gestellung einer vom Gericht vorgeschlagenen Kaution in Höhe von 100.000 $, die von Horace Greeley, Gerrit Smith und Cornelius Vanderbilt aufgebracht worden war, wurde Davis am 13. Mai 1867 freigelassen. Nach seinem Scheitern auf dem Nominierungsparteitag für die Präsidentschaftswahl 1868 begnadigte Amtsinhaber Johnson noch als Lame Duck am Weihnachtstag dieses Jahres Davis und andere hochrangige Südstaatler in einer Generalamnestie.

### Als Geschäftsmann
1867 reiste Davis mit seiner Familie nach Europa und kehrte erst 1869 wieder in die Vereinigten Staaten zurück, wo er eine Versicherungsgesellschaft in Memphis übernahm, die 1873 in Konkurs ging. Bis 1878 unternahm er zahlreiche, wenig erfolgreiche Geschäftsreisen nach Europa. Er besuchte mehrmals Karlsruhe, wo seine jüngste Tochter Varina Anne Davis, genannt „Winnie“, ihre Schulzeit verbrachte. Eine Affäre mit Virginia Clay, der Frau von Clement Claiborne Clay, wurde publik und belastete die Ehe mit Davis’ Frau Varina, die sich in dieser Zeit meist in England aufhielt.

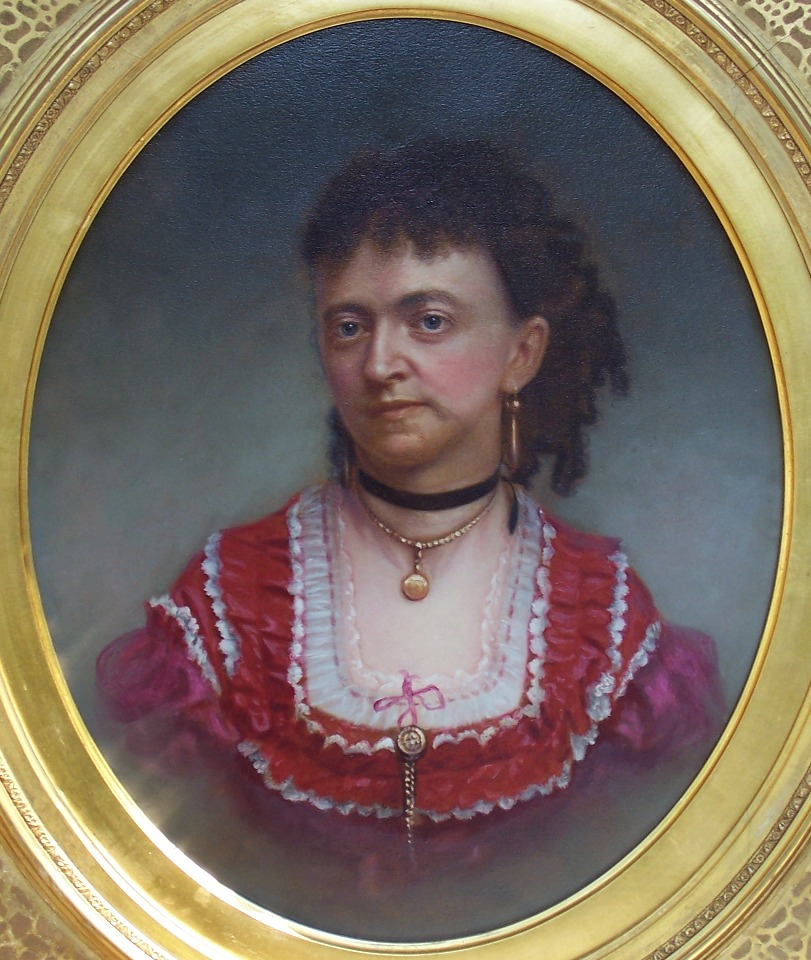
Sarah Dorsey (unbekannter Künstler)

### Beauvoir und die Memoiren
Der Januar 1877 stellte eine Wende für Davis dar. Er wurde von einer Bewunderin namens Sarah Dorsey dauerhaft auf ihr Anwesen Beauvoir eingeladen, wo er kostenlos Unterkunft erhielt. Davis kam dies sehr gelegen, da er an der Golfküste von Mississippi seine Memoiren schreiben wollte. Varina Davis war in England und musste auch im Sommer noch wegen einer Krankheit in London bleiben. In England erfuhr sie durch Zeitungsberichte, dass ihr Mann bei Dorsey residierte, die sie noch als Mitschülerin aus Philadelphia kannte. Sie hielt sich daraufhin bewusst von ihrem Mann fern, bis sie sich im April 1878 in New Orleans wieder versöhnten, weil Varina Davis einsah, dass ihr Mann keine andere Möglichkeit hatte, sein Buch zu schreiben. Im Mai traf auch sie in Beauvoir ein und legte auch ihre Abneigung gegen Dorsey ab. Dorsey hatte in ihrem Testament festgelegt, dass Davis Beauvoir erben solle. Nach seinem Tod sollte es dann an seine Tochter Varina Anne vererbt werden.

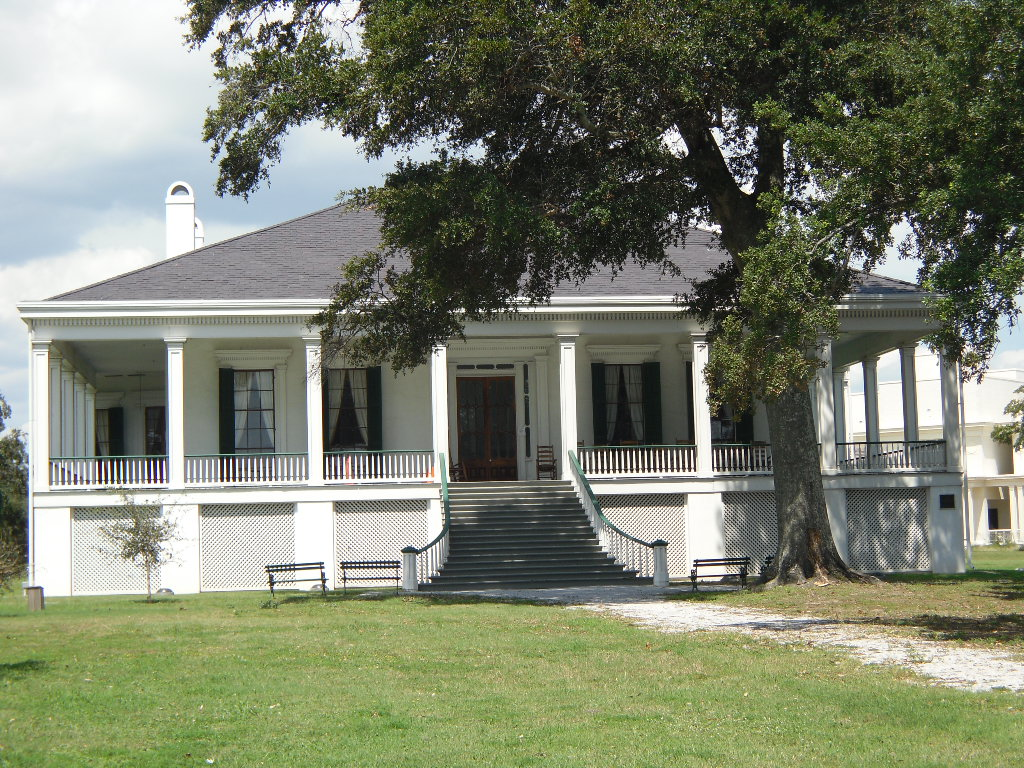
Beauvoir, das Haus und die Bibliothek des Jefferson Davis in Biloxi (Mississippi) (2012). Das Gebäude hat seit November 1973 den Status eines National Historic Landmarks („Nationales historisches Wahrzeichen“).

Im Jahr 1881 veröffentlichte Davis sein Buch The Rise and Fall of the Confederate Government in zwei Bänden, die zusammen fast 1.500 Seiten umfassten. Die Sklavereifrage als Grund für die Sezession, die er vorher als zentral angesehen hatte, spielte er darin herunter. Davis meinte, es sei ein Fehler des Nordens gewesen, die verfassungskonforme Sezession abzulehnen und einen Krieg zu führen. Über seine Mitstreiter urteilte er unterschiedlich: Während er das „Heldentum“ von Robert E. Lee, Stonewall Jackson lobte und auch Braxton Bragg unterstützte, ging er mit anderen Generälen ins Gericht. P.G.T. Beauregard und Joseph E. Johnston machte er für militärische Desaster verantwortlich. Die Abneigung gegen Johnston ging so weit, dass Davis eine Veranstaltung absagte, als er erfuhr, dass Johnston ebenfalls dort sein werde. Über das Werk urteilte die Zeitschrift Historical Society Papers, dass es von großem „Interesse“ und „roher Kraft“ sei. Atlantic Monthly schrieb, dass Davis wenigstens ein klares Statement zu seiner Sicht der „state rights“ abgegeben habe. Von anderen Rezensenten wurde aber die Interpretation der Verfassung und die Darstellung des Nordens als Aggressor angefochten. Sie stellten ihn als Mann der Vergangenheit dar, der nicht in die Welt von 1881 passe. Trotzdem verkaufte sich sein Buch gut und wurde ein finanzieller Erfolg. 

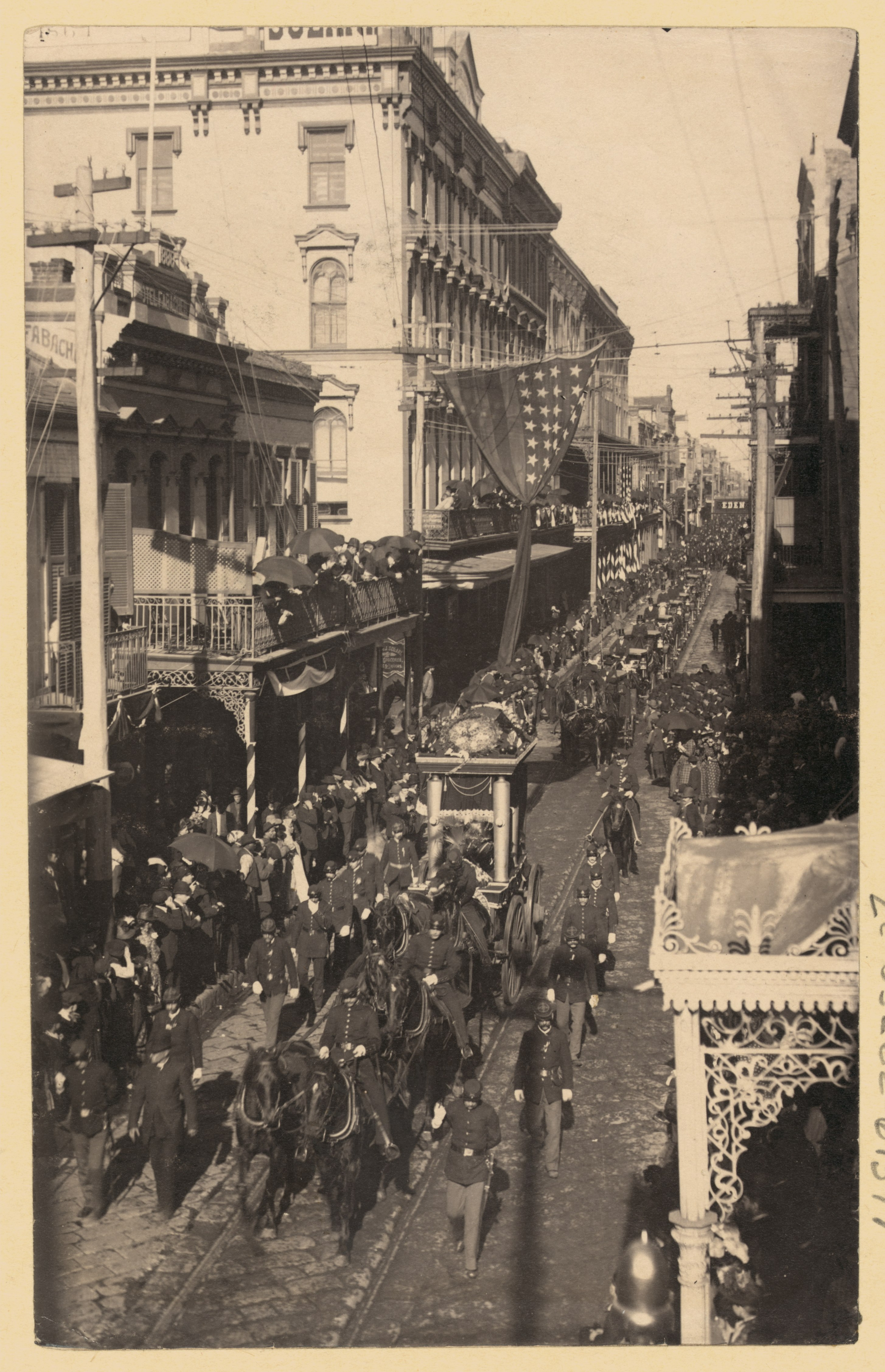
Der Trauerzug in New Orleans (1889)

### Tod
Im November 1889 wollte er seine Plantage in Brierfield besuchen. Seine Frau versuchte, ihn an der Abreise zu hindern, aber Davis sagte, dass er gesund sei und sie in Beauvoir bleiben solle. Ihren Wunsch, mitzukommen, lehnte er ab, da er nur ein paar Tage dort bliebe. In New Orleans angekommen, reiste er mit dem Boot nach Brierfield. Dort fühlte er sich zu krank, um weiterzureisen. Zuerst wurde er nach Vicksburg gebracht, kehrte aber nach einigen Stunden nach Davis Bend zurück. Er bekam eine akute Bronchitis. In Brierfield wurde er drei Tage lang stetig schwächer. Am 13. November 1889 wurde er mit dem Boot „Leathers“ wieder nach New Orleans in das Zuhause von Charles E. Fenner gebracht. Dort kümmerte sich Varina um ihn. Allerdings verbesserte sich sein Zustand nicht. Die Ärzte erklärten ihm, dass er zu krank sei, um nach Beauvoir zu gehen. Davis verstarb schließlich am 6. Dezember 1889 um 12.45 Uhr.
Am 17. Oktober 1978 wurde Jefferson Davis die US-Staatsbürgerschaft postum wieder zuerkannt.

## Haltung zur Sklaverei und der Gleichwertigkeit der Schwarzen
Davis war Mitglied der Pflanzeraristokratie der Südstaaten und selbst Sklavenhalter. Er befürwortete die Ausweitung der Sklaverei auch auf die von Mexiko abgetretenen Territorien im Westen der USA.
1847 erwarb sein Bruder für ihn die Plantage Brierfield in Davis Bend, Mississippi, südlich von Vicksburg, wo er durch Sklaven Baumwolle anbauen ließ. Hier arbeiteten schließlich ungefähr 300 Sklaven, von denen einige bereits 1862 entkamen. Als Truppen der Union im Sommer 1863 das Anwesen angriffen, wurden 137 von Davis’ Sklaven befreit, weitere entkamen später. Im August 1863 kamen eine Reihe von ihnen in Vicksburg an, was durch den Maler Frederik Schell in einer Skizze dokumentiert wurde. Die Szene wurde später als Holzschnitt verbreitet. 1865 verkaufte er Sklaven und Pferde, um zu Geld zu kommen. Während der Belagerung von Richmond schlug er schließlich vor, Sklaventruppen für die Südstaaten einzusetzen.
Aus Davis’ Memoiren geht in Bezug auf seine Haltung zur Sklaverei Folgendes hervor:

„Als reine historische Fakten haben wir gesehen, dass die afrikanische Knechtschaft unter uns – eingestandenermaßen die mildeste und humanste aller Einrichtungen, die jemals den Namen ‚Sklaverei‘ trugen – schon früher in allen ursprünglichen Staaten existierte und dass sie im vierten Artikel der Verfassung anerkannt und durch diesen geschützt war.“

„Personen der afrikanischen Rasse“ könnten „jetzt und in Zukunft nicht als ‚Teil des Volkes‘, oder Bürger, im Rahmen der Verfassung der Vereinigten Staaten anerkannt werden“.
In seinem Buch schrieb er auch:

„Überlassen wir es getrost dem Instinkt jener gewöhnlichen Menschlichkeit, die ein gütiger Schöpfer in die Herzen unserer Mitmenschen aller Länder eingepflanzt hat, ein Urteil über eine Maßnahme zu fällen, durch die mehrere Millionen menschlicher Geschöpfe einer minderwertigen Rasse – friedliche, zufriedene Arbeiter in ihrer eigenen Lebenswelt – zu ihrer Ausrottung verdammt werden.“

Im Bürgerkrieg ordnete er an, dass kriegsgefangene ehemalige Sklaven aus der Armee der Union wieder in die Sklaverei zu verkaufen seien.

## Ehrungen
- In den ehemaligen Südstaaten wurden nach dem Bürgerkrieg mehrere geographische Einheiten nach Davis benannt: Jefferson Davis County in Mississippi; Jefferson Davis Parish in Louisiana; Jeff Davis County (Texas) und Jeff Davis County (Georgia).
- Jefferson Davis ist neben Robert E. Lee und Stonewall Jackson auf dem Stone Mountain, Georgia, dem größten Relief der Welt, abgebildet. Dieses wurde vom Ku-Klux-Klan finanziert und 1970 fertiggestellt.
- Ein Denkmal für Jefferson Davis in Richmond, Virginia wurde 2020 entfernt[83]

## Schriften
- The Rise and Fall of the Confederate Government. New York 1881 (englisch)
- Andersonville and Other War-Prisons. Belford. 1890. OCLC 902841567
- A short history of the Confederate states of America. Belford. 1890. OCLC 1084918966.

## Nachkommen
Das Ehepaar Davis hatte insgesamt sechs Kinder, von denen die ersten vier in Washington während der Amtszeit Davis’ als Kriegsminister geboren wurden:
- Samuel Emory Davis (30. Juli 1852 bis 13. Juni 1854)
- Margaret Howell Davis (25. Februar 1855 bis 18. Juli 1909)
- Jefferson Davis Jr. (16. Januar 1857 bis 16. Oktober 1878)
- Joseph Evan Davis (18. April 1859 bis 30. April 1864)
- William Howell Davis (16. Oktober 1861 bis 16. Oktober 1872)
- Varina Anne „Winnie“ Davis (27. Juni 1864 bis 18. September 1898)

Eine Urgroßnichte von Jefferson Davis war Helene Freifrau von Bothmer, geborene Helen Davis (1908–1996), eine amerikanisch-deutsche Museumskuratorin und Model.

### Biographien
- William C. Davis: Jefferson Davis. The Man and His Hour. A Biography. HarperCollins, New York NY 1991, ISBN 0-06-016706-8. Rezensionen:[86][87]
- William J. Cooper Jr.: Jefferson Davis, American. Alfred A. Knopf, Inc., New York 2000, ISBN 978-0-307-77264-0. (William J. Cooper Jr.:  Jefferson Davis, American, Vintage Civil War Library, 2001, ISBN 0-375-72542-3.) Rezension: [88]

### Präsidentschaft
- James McPherson: Für die Freiheit sterben: Die Geschichte des amerikanischen Bürgerkrieges. Anaconda, Köln 2011, ISBN 978-3-86647-267-9.
- James McPherson: Embattled Rebel: Jefferson Davis and the Confederate Civil War. Penguin, New York 2015, ISBN 978-0-14-312775-8.
- Brian R. Dirck: Lincoln and Davis: Imagining America, 1809–1865. University Press of Kansas, Lawrence 2001, ISBN 978-0-7006-1137-9.
- Jeffrey Zvengrowski: Jefferson Davis, Napoleonic France, and the Nature of Confederate Ideology, 1815–1870. Louisiana State University Press, Baton Rouge 2020, ISBN 978-0-8071-7067-0.